# 台渡里官衙遺跡群
座標: 北緯36度24分38秒 東経140度25分44秒 / 北緯36.41056度 東経140.42889度
台渡里官衙遺跡群（だいわたりかんがいせきぐん）は、茨城県水戸市渡里町にある古代官衙および寺院跡からなる遺跡群。国の史跡に指定されている。指定名称は「台渡里官衙遺跡群 台渡里官衙遺跡 台渡里廃寺跡」。

## 概要
「台渡里官衙遺跡群」は、水戸市渡里町にある3つの遺跡の総称である。国の史跡に指定された遺跡は、台渡里廃寺跡（観音堂山地区・南方地区）と台渡里官衙遺跡（長者山地区）で、指定名称は「台渡里官衙遺跡群　台渡里官衙遺跡　台渡里廃寺跡」である。このうち台渡里官衙遺跡（長者山地区）は常陸国那賀郡の正倉跡。台渡里廃寺跡（観音堂山地区と南方地区）は郡衙周辺寺院である。
2005年7月14日に観音堂山地区と南方地区2つの寺院跡が国の史跡に指定され、2011年9月21日に台渡里官衙遺跡（長者山地区）が追加指定された。

## 遺構

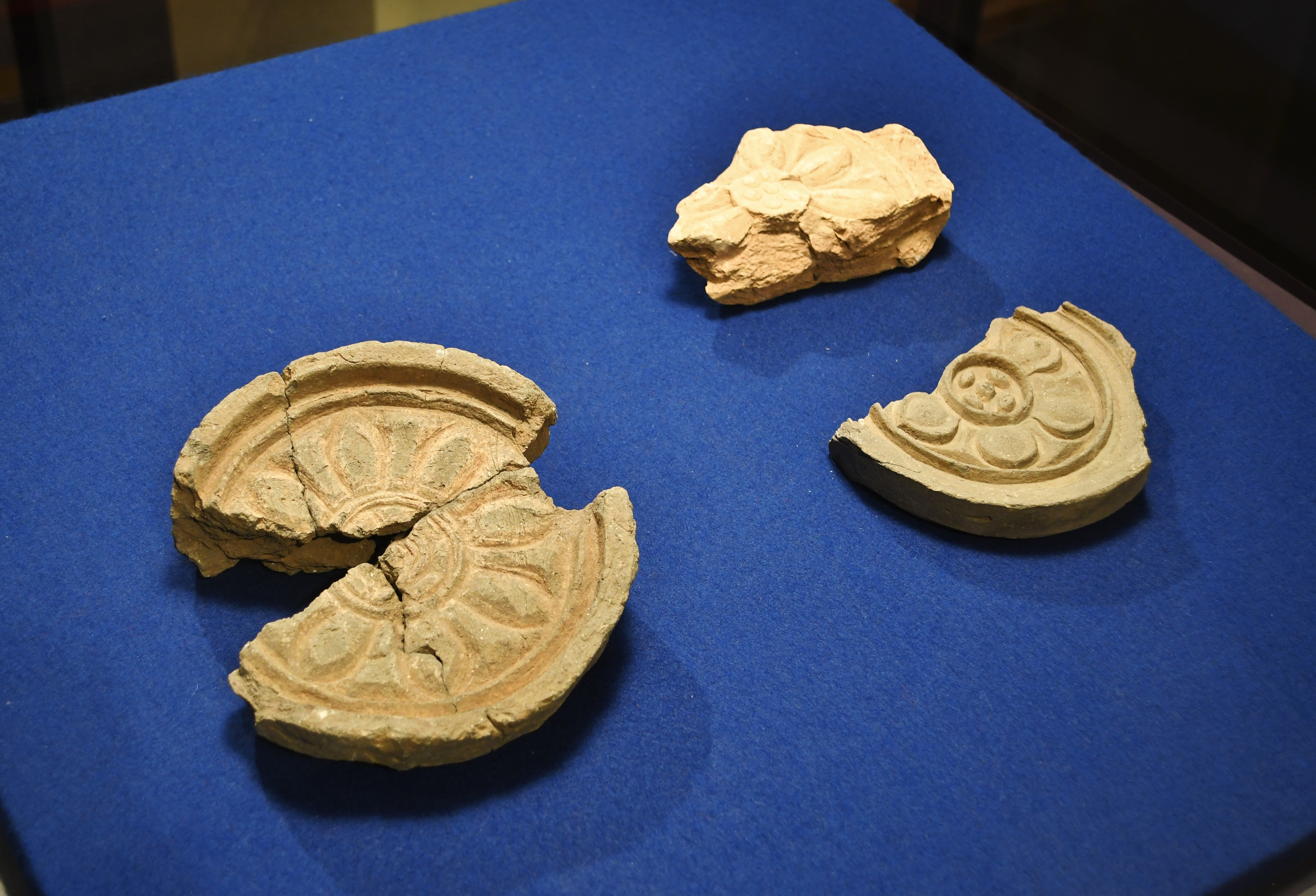
長者山地区出土 軒丸瓦茨城県立歴史館展示。

長者山地区の遺跡は東西約300メートル、南北約200メートルの土地に二重の区画溝（堀）をめぐらし、礎石建ての建物が建っていた。
寺院遺跡である観音堂山地区と南方地区は互いに150メートルほど離れている。前者は飛鳥時代の寺院跡であり、これが平安時代初期に焼亡し、後者の寺院に承継されたとみられる。
観音堂山地区は、南北156メートル、東西126メートルの寺地に金堂、講堂、塔、中門。経蔵（または鐘楼）とみられる礎石建物跡が存在する。7世紀後半に創建され、9世紀後半に焼失したとみられる。
南方地区は、南北210メートル以上、東西220から240メートルの寺地に金堂と塔とみられる礎石建物跡が存在する。上記観音堂山地区の寺院が9世紀後半に焼失した後、当地に再建されたが10世紀初頃には造営が中断している。当該寺院は常陸国那賀郡衙の関連寺院とみられる。

## 文化財

### 国の史跡
- 台渡里官衙遺跡群 台渡里官衙遺跡 台渡里廃寺跡
2005年（平成17年）7月14日、観音堂山地区・南方地区が「台渡里廃寺跡」として指定。
2011年（平成23年）9月21日、長者山地区（台渡里官衙遺跡）を追加指定、「台渡里官衙遺跡群 台渡里官衙遺跡 台渡里廃寺跡」に名称変更。

### 茨城県指定文化財
- 史跡
  - 臺渡里廢寺阯 - 指定当初は長者山地区・観音堂山地区・南方地区の各地区の一部10,021平方メートル。国の史跡指定時に一部指定解除（現在は長者山地区の956.01平方メートル）。1965年（昭和20年）7月16日指定[3]。

### 水戸市指定文化財
- 有形文化財
  - 台渡里官衙遺跡出土銅印（考古資料） - 2011年（平成23年）10月28日指定[4]。
  - 台渡里廃寺跡南方地区第1号工房跡出土資料（考古資料） - 2011年（平成23年）10月28日指定[5]。